# Kim Lamarre
Kim Lamarre (* 20. Mai 1988 in Québec) ist eine kanadische Freestyle-Skierin. Sie startet in der Disziplin Slopestyle.

## Werdegang
Lamarre nimmt seit 2008 an Wettbewerben der Afp World Tour teil. Dabei holte sie im August 2010 bei den New Zealand Freeski Open in Cardrona ihren ersten Sieg. Im Februar 2011 verpasste sie bei den Freestyle-Skiing-Weltmeisterschaften in Park City mit dem vierten Rang nur knapp eine Medaille. Im folgenden Monat gewann sie bei den Winter-X-Games-Europe in Tignes die Bronzemedaille. Zum Beginn der Saison 2011/12 holte sie bei den New Zealand Winter Games in Cardrona Silber und siegte bei den The North Face New Zealand Freeski Open in Cardrona. Ihr erstes FIS-Weltcuprennen absolvierte sie im Januar 2013 in Copper Mountain, welches sie auf den 34. Rang beendete. Im folgenden Monat belegte sie den zweiten Rang bei der Dew Tour in Breckenridge. In der Saison 2013/14 erreichte sie beim Weltcup in Breckenridge mit dem vierten Platz ihr bisher bestes Weltcupergebnis. Im Januar 2014 holte sie bei den Winter-X-Games in Aspen die Bronzemedaille. Bei ihrer ersten Olympiateilnahme 2014 in Sotschi gewann sie ebenfalls Bronze. Bei den Freestyle-Skiing-Weltmeisterschaften 2017 in Sierra Nevada errang sie den 26. Platz im Slopestyle.